# Sicheldorfer
Sicheldorfer Heilwasser (auch als Sicheldorfer Josefsquelle bekannt) ist eine österreichische Mineralwassermarke aus dem in der äußersten Südoststeiermark gelegenen kleinen Ort Sicheldorf.                                                        Das Wasser ist als Heilwasser anerkannt, 1923 wurde die Quelle erstmals erschlossen.
Das Wasser zeichnet sich besonders durch hohe Werte von Magnesium, Calcium, Kalium, Natrium, Jod, Hydrogencarbonat, Lithium und Kieselsäure aus.